# 1911 (film)
1911 è un film del 2011 diretto da Jackie Chan.
Basato sulla Rivoluzione Xinhai del 1911, il film è un omaggio al 100º anniversario.

## Trama
La nascita della Repubblica di Cina, partendo dalla sconfitta della Casa imperiale, retta dall'imperatore bambino Pu Yi, da parte delle forze nazionaliste di Sun Yat-sen.

## Distribuzione
Pubblicizzato come il 100° film di Jackie Chan, il film ha debuttato in patria il 23 settembre 2011, e subito dopo ha aperto il 24° Tokyo International Film Festival, il 22 ottobre 2011, approdando negli Stati Uniti il successivo 7 ottobre 2011.